# برلمان بوتسوانا
يتألف برلمان بوتسوانا من الرئيس والجمعية الوطنية. يختلف النظام البرلماني الجمهوري الذي تتبعه بوتسوانا عن الأنظمة البرلمانية الأخرى فعوضاً عن وجود رئيس وزراء يتمتع بكامل الصلاحيات التي تمكنه من رئاسة الحكومة ووجود رئيس رمزي للبلاد فإن البرلمان البوتسواني ينتخب الرئيس بصورة مباشرة لعدد غير محدود من الولايات القابلة للتجديد مدة الواحدة منها خمسة سنوات، ويتولى رئيس البلاد رئاسة الدولة والحكومة. وثمة هيئة استشارية للبرلمان تدعى نتلو يا ديكغوسي تتألف من 35 عضو.
تعد بوتسوانا من البلدان القليلة في قارة أفريقيا التي استطاعت منذ نهاية الحكم الاستعماري إجراء انتخابات حرة وعادلة بعد نيلها للاستقلال حيث أجرت بوتسوانا منذ عام 1966 عدة انتخابات دون تسجيل أي حوادث فساد تذكر.

## وصلات خارجية
- الموقع الرسمي نسخة محفوظة 28 يونيو 2009 على موقع واي باك مشين.